# 永野吉成
永野 吉成（ながの よしなり、1968年7月21日 - ）は、熊本県熊本市出身の元プロ野球選手（投手）。右投右打。

## 来歴・人物
中学では軟式で全国優勝を果たす。熊本工業高ではエースで主将として春夏連続で甲子園に出場、木村重太郎（アトランタ五輪代表）との2本柱で緒方耕一とも同期であった。
1986年のドラフト会議で、ロッテオリオンズから5位指名を受け入団した。
1988年に一軍初登板を果たす。
1989年6月14日には代走として出場した。
1990年、一時は監督の金田正一からストッパーに抜てきされた。
1991年5月10日の対日本ハムファイターズ戦で永野の投球のボール判定に対し金田正一監督が山崎夏生球審に暴言を吐き、金田は当時プロ野球最多記録となる通算8度目の退場処分となった。この件で永野は同年オフのプロ野球珍プレー・好プレー大賞に出演した。
1993年4月に東瀬耕太郎との交換トレードで横浜ベイスターズに移籍。
1996年限りで現役を引退。引退後はスカウトに転身。
2006年の高校生ドラフトで、ロッテは1位で八重山商工高の大嶺祐太を1位に強行指名したが、このときのロッテの担当スカウトは永野だった。大嶺はソフトバンクへの入団を希望していたため入団交渉は難航したが、最終的には永野が作成した「育成計画書」を伊志嶺監督と大嶺本人が読んで、入団を決意したといわれている。
その後は、2010年からチーフスカウト、2020年はプロ・アマスカウト部長、2021年は育成・スカウト部部長兼ファームディレクターを歴任。2022年は球団本部内に「コーディネート部門」が新設され、その統括コーディネーターに就任。ピッチングコーディネーターに就任した吉井理人と共に、「一・二軍監督、コーチと状況共有、全選手の状態、課題把握」「中長期的視点の強化施策策定・実施」などを担った。また、この年はスカウト業も兼任し、肩書は統括コーディネーター兼プロスカウト担当ディレクターであった。2023年は、統括コーディネーターとして新たに光山英和が着任したため、肩書きはプロスカウトディレクターのみとなった。
また、2020年現在、プロ12球団のアマスカウトで構成される親睦団体「スカウト会」の会長も務めている。

## 詳細情報

### 年度別投手成績
| 年 度     | 球 団     | 登 板 | 先 発 | 完 投 | 完 封 | 無 四 球 | 勝 利 | 敗 戦 | セ 丨 ブ | ホ 丨 ル ド | 勝 率 | 打 者 | 投 球 回 | 被 安 打 | 被 本 塁 打 | 与 四 球 | 敬 遠 | 与 死 球 | 奪 三 振 | 暴 投 | ボ 丨 ク | 失 点 | 自 責 点 | 防 御 率 | W H I P |
| --------- | --------- | ----- | ----- | ----- | ----- | -------- | ----- | ----- | -------- | ----------- | ----- | ----- | -------- | -------- | ----------- | -------- | ----- | -------- | -------- | ----- | -------- | ----- | -------- | -------- | ------- |
| 1988      | ロッテ    | 22    | 0     | 0     | 0     | 0        | 1     | 0     | 0        | --          | 1.000 | 147   | 38.2     | 26       | 1           | 15       | 0     | 1        | 22       | 1     | 0        | 10    | 10       | 2.33     | 1.06    |
| 1989      | ロッテ    | 16    | 2     | 0     | 0     | 0        | 1     | 2     | 0        | --          | .333  | 130   | 30.1     | 31       | 8           | 13       | 0     | 2        | 14       | 1     | 2        | 19    | 17       | 5.04     | 1.45    |
| 1990      | ロッテ    | 4     | 0     | 0     | 0     | 0        | 0     | 0     | 0        | --          | ----  | 53    | 10.2     | 14       | 0           | 10       | 0     | 0        | 5        | 2     | 0        | 7     | 4        | 3.38     | 2.25    |
| 1991      | ロッテ    | 17    | 5     | 0     | 0     | 0        | 1     | 2     | 0        | --          | .333  | 145   | 31.0     | 23       | 5           | 29       | 2     | 1        | 18       | 6     | 0        | 24    | 24       | 6.97     | 1.68    |
| 1992      | ロッテ    | 2     | 0     | 0     | 0     | 0        | 0     | 0     | 0        | --          | ----  | 8     | 1.2      | 1        | 0           | 2        | 0     | 0        | 0        | 0     | 0        | 0     | 0        | 0.00     | 1.80    |
| 1993      | 横浜      | 20    | 0     | 0     | 0     | 0        | 1     | 1     | 0        | --          | .500  | 152   | 34.0     | 30       | 5           | 20       | 1     | 1        | 22       | 0     | 0        | 22    | 18       | 4.76     | 1.47    |
| 1996      | 横浜      | 12    | 0     | 0     | 0     | 0        | 0     | 0     | 0        | --          | ----  | 75    | 16.0     | 22       | 1           | 9        | 0     | 0        | 9        | 1     | 0        | 12    | 10       | 5.63     | 1.94    |
| 通算：7年 | 通算：7年 | 93    | 7     | 0     | 0     | 0        | 4     | 5     | 0        | --          | .444  | 710   | 162.1    | 147      | 20          | 98       | 3     | 5        | 90       | 11    | 2        | 94    | 83       | 4.60     | 1.51    |

- 各年度の太字はリーグ最多

### 記録
初記録
- 初登板：1988年8月6日、対西武ライオンズ19回戦（西武ライオンズ球場）、7回裏から5番手として救援登板・完了、2回無失点
- 初奪三振：同上、7回裏に吉竹春樹から
- 初勝利：1988年10月20日、対南海ホークス26回戦（川崎球場）、3回表1死から2番手として登板、3回2/3無失点
- 初先発：1989年6月29日、対日本ハムファイターズ14回戦（東京ドーム）、4回2失点

### 背番号
- 60（1987年 - 1989年）
- 47（1990年 - 1992年）
- 12（1993年 - 1995年）
- 35（1996年）
- 99（1997年）